# 米勒-莱尔错觉

米勒-莱尔错觉。下图表明三条线段长度均相等

米勒-莱尔错觉（英語：Müller-Lyer illusion），視錯覺的一种，指两条等长平行线段，两端箭头向内的线段比两端箭头向外的线段看上去更长的现象。由德国社会学家弗朗茨·米勒-莱尔于1889年发现。

## 外部連結
- 米勒-莱尔错觉 （页面存档备份，存于）
- 詹尼·A·萨尔科内的动态米勒-莱尔错觉 （页面存档备份，存于）
- 罗彻斯特理工学院解释米勒-莱尔错觉